# Max Joseph Größer

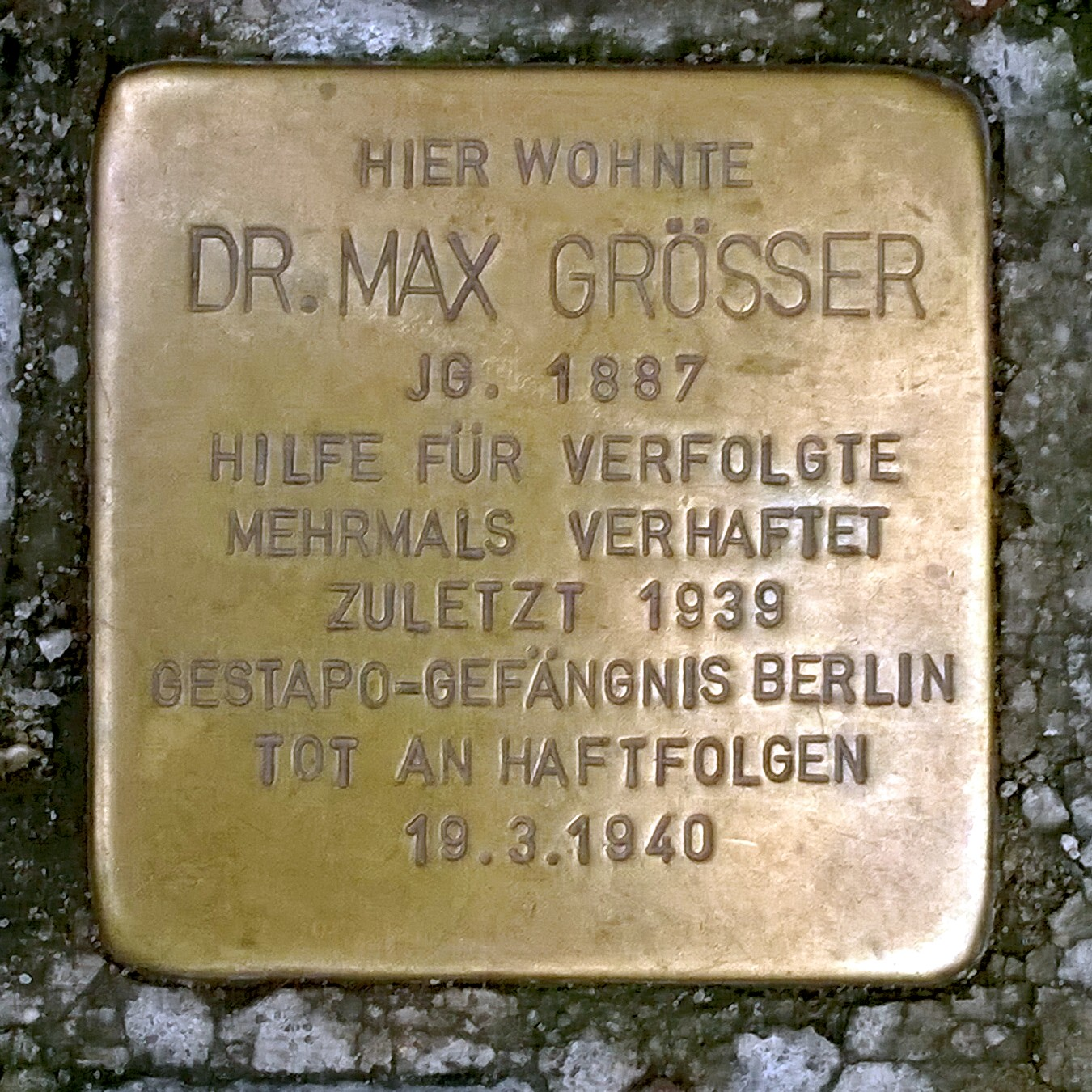
Stolperstein

Max Joseph Größer  SAC (* 15. August 1887 in Hannover; † 19. März 1940 in Berlin) war ein deutscher römisch-katholischer Theologe.

## Leben
Er wuchs im Waisenhaus der Vinzentinerinnen in Döhren-Wülfel auf. Größer trat 1901 bei den Pallottinern in Limburg an der Lahn ein. Er besuchte die Schulen der Pallottiner in Vallendar und Koblenz-Ehrenbreitstein. 1905 begann er das Noviziat in Limburg. Am 9. Juli 1911 wurde er zum Priester geweiht. Nach weiteren Studien an der Katholisch-Theologischen Fakultät der Universität Münster übernahm er an der Theologisch-Philosophischen Hochschule seines Ordens in Limburg Vorlesungen über das Neue Testament und in Missionswissenschaft. Nach der Promotion 1921 in an der Albert-Ludwigs-Universität Freiburg leitete er als Generalsekretär das Raphaelswerk, früher Raphaelsverein von 1930 bis 1940 in Hamburg. Während der nationalsozialistischen Zeit setzte er sich mutig für die Auswanderung von Juden ein. Im Januar 1936 und im November 1937 fanden die ersten  Hausdurchsuchungen durch die Gestapo beim Raphaelsverein statt und am 17. Dezember 1937 wurde Größer erstmals gefangen genommen. Nach seiner Freilassung unternahm er erneut Reisen nach den Niederlanden und nach Rom, um zugunsten der Juden zu verhandeln. Bei Verhandlungen bei der apostolischen Nuntiatur und der Brasilianischen Botschaft in Berlin verstarb er am 19. März 1940 plötzlich an Herzversagen.

## Ehrungen
- Die katholische Kirche nahm Pater Dr. Max Joseph Größer im Jahr 1999 als Glaubenszeugen in das deutsche Martyrologium des 20. Jahrhunderts auf.
- In der Pfarrkirche Mariä Himmelfahrt in Hamburg-Rahlstedt erinnerte eine Plakette an ihn.

## Schriften (Auswahl)
- Weltpolitik im Reiche Gottes. Sekretariat Sozialer Studentenarbeit, Mönchengladbach 1918, OCLC 72516983.
- Die Neutralität der katholischen Heidenmission. Xaverius-Verlag, Aachen 1920, OCLC 313748601.
- Die ideellen Grundlagen bei den Todes- und Begräbnisgebräuchen der Bantuneger. Freiburg im Breisgau 1921, OCLC 314813167 (zugleich Dissertation, Freiburg im Breisgau 1921).
- Kinder und Kinderheime in der Diaspora. Bonifatiusverein, Paderborn 1922, OCLC 66150693.
- Ein Priesterleben (Franz Prachar) unter Auswanderern. Fromm, Osnabrück 1928, OCLC 721161467.
- Raphaelsdienst. Ein Büchlein für den katholischen Auswanderer und seine Freunde in Kirche und Vaterland. Verlag des St. Raphaelsvereins, Hamburg 1931, OCLC 248321400.
- Die Möglichkeiten deutscher Auslandssiedlung. Antworten auf Fragen zur Auswanderung. Zentralverlag, Berlin 1932, OCLC 822619509.
- Grundfragen der deutschen Auslandssiedlung. Caritasverlag, Freiburg 1933, OCLC 315262660.
- Die kirchlich-religiöse Lage der deutschstämmigen Katholiken außerhalb des Reiches. Bachem, Köln 1938, OCLC 721161463.